# Juncus laeviusculus
Juncus laeviusculus är en tågväxtart som beskrevs av Lawrence Alexander Sidney Johnson. Juncus laeviusculus ingår i släktet tåg, och familjen tågväxter. Inga underarter finns listade i Catalogue of Life.